# Die Rothschilds (1940)
Die Rothschilds (Alternativtitel Die Rothschilds. Aktien auf Waterloo) ist ein antisemitischer und antibritischer deutscher Propaganda-Spielfilm von Erich Waschneck aus dem Jahr 1940. Der Film entstand nach der Idee von Mirko Jelusich und befasst sich in antisemitischer Weise mit dem Aufstieg der jüdischen Bankiersfamilie Rothschild. Er gehört neben dem Spielfilm Jud Süß und dem Pseudo-Dokumentarfilm Der ewige Jude zu den 1940 in Deutschland uraufgeführten Filmen, die die deutsche Bevölkerung auf härtere Maßnahmen gegen die Juden vorbereiten sollten und die Juden nicht mehr, wie bis dahin gemäß nationalsozialistischer Filmpolitik üblich, als komische Figuren, sondern als gefährliche „Untermenschen“ darstellen.
Es handelt sich um einen Vorbehaltsfilm der Friedrich-Wilhelm-Murnau-Stiftung. Er gehört damit zu dem Bestand der Stiftung, der nicht für den Vertrieb freigegeben ist und nur mit Zustimmung und unter den Bedingungen der Stiftung gezeigt werden darf.

## Handlung
Weil Kurfürst Wilhelm von Hessen-Kassel sich nicht dem Rheinbund angeschlossen hat, ist er vor Napoleon auf der Flucht. 1806 übergibt er in Frankfurt Mayer Amschel Rothschild Obligationen aus seinem Soldatenhandel im Wert von 600.000 englischen Pfund, damit Rothschild diese in England in Sicherheit bringen möge.
Rothschild benutzt jedoch das anvertraute Geld, um sich ein Vermögen zu erwirtschaften. Dabei unterstützen ihn seine Söhne Nathan Rothschild in London und James Rothschild in Paris. Sie finanzieren mit dem Geld des Kurfürsten die Armee Wellingtons beim Krieg gegen Napoleon in Spanien.
Nathans geschicktester Schachzug gelingt schließlich 1815, als er das Gerücht verbreitet, Napoleon habe in der Schlacht bei Waterloo gesiegt, woraufhin die Aktienkurse in London abstürzen. Als die Wahrheit bekannt wird, hat er bereits zu Spottpreisen die Aktien erworben.
Nach einem Jahrzehnt haben die Rothschilds mit dem Geld des hessischen Kurfürsten ein Vermögen von elf Millionen Pfund erschwindelt. Zuletzt tut sich Nathan mit dem Kommissar des britischen Schatzamtes zusammen, um ganz Europa in seine Abhängigkeit zu bringen. Am Schluss erscheint ein Davidstern über der Karte Europas, indem sechs Finanzplätze als „Filialen Jerusalems“ mit Linien verbunden werden.
Der Film schließt mit den Worten: „Als die Arbeit an diesem Filmwerk beendet war, verließen die letzten Nachkommen der Rothschilds Europa als Flüchtlinge. Der Kampf gegen ihre Helfershelfer in England, die britische Plutokratie, geht weiter.“

## Propaganda
Joseph Goebbels hielt Der ewige Jude, Jud Süß und Die Rothschilds für so wichtig, dass er besondere Anweisungen für die Presse herausgab und am 26. April 1940 befahl, dass „bei der Vorpropaganda für die Filme Jud Süß und Die Rothschilds“ in der Presse „nicht von antisemitischen Filmen geschrieben werden“ dürfe. Das Publikum müsse glauben, „das Judentum, wie es ist“, zu sehen. Goebbels’ Vorgaben standen in Einklang mit seiner Überzeugung, die NS-Propaganda könne nur dann effektiv sein, wenn sie nicht als Propaganda aufgefasst werde; die Intention müsse unmerklich sein.
Der Illustrierte Filmkurier stellte fest, dass der Film zwar keine Darstellung des Gesamtproblems Judentum sei, dafür aber „eine markante Episode jüdischen Machtstrebens in der Umwelt des kapitalistischen Englands“. Die Deutsche Allgemeine Zeitung schrieb vom „Hexenkessel der jüdischen Jagd nach dem Golde“, „es brodelt von Betrug, Tücke, Hinterhalt, Rachsucht, Schmuggel und Bestechung“. Im Film erlebe man „das Fressen und Nagen dieses Giftes an den Fundamenten des englischen Großkapitals, bis die alte Schicht seiner Besitzer ausgehöhlt zusammenbricht und das Ghetto über die City triumphiert, Jerusalem die Herrschaft des Empire an sich reißt.“ Der Film meinte, Nathan Rothschild trage „die Züge Ahasvers: so war der Jude, so hat er durch die Jahrhunderte sein Gesicht getragen, ohne sonderliche Abweichungen zwischen dem Gauner der östlichen Ghettos, dem eingewanderten Betrüger von Riesenformat und dem internationalen Finanzschieber.“
Der Film erwies sich als nicht erfolgreich. Nach der Uraufführung vom 17. Juli 1940 wurde er vom Reichsministerium für Volksaufklärung und Propaganda zurückgehalten und erst am 2. Juli 1941 mit dem neuen Titel Die Rothschilds. Aktien auf Waterloo neu herausgegeben. In einer Meldung aus dem Reich des SD vom 28. November 1940 heißt es zu Besprechungen des Films Jud Süß in Berlin, in der Hinsicht der „schauspielerischen Leistungen“ die Darstellungen von Juden betreffend sei „Jud Süß ungleich stärker und überzeugender als der Film Die Rothschilds“.
Die Rothschilds versammelt verschiedene Stereotype des nationalsozialistischen Antisemitismus. So wird Juden unterstellt, dass sie keine Staatstreue gegenüber den Ländern empfinden würden, in denen sie leben, und dass sie vom Leid anderer Menschen nur profitieren würden. „Merk der’s mei Sohn, viel Geld können wir nur machen mit viel Blut“, sagt im Film Mayer Amschel Rothschild zu seinem Sohn James Rothschild. Auch die Darstellung jüdischer Personen entspricht dem nationalsozialistischen Klischee vom „schmierigen Juden“. Mayer Amschel Rothschild ist im schäbigen Kaftan und mit Schläfenlocken dargestellt. Sein Sohn stellt in lüsterner Weise der Frau seines „arischen“ Konkurrenten nach.
Der Film ist zudem ein Beispiel für antibritische Propaganda im deutschen Film, die zur Zeit des Luftkriegs um London deutlich an Schärfe gewonnen hatte. Die Engländer erscheinen als Opfer oder williges Werkzeug der internationalistisch-materialistischen Juden; antisemitische Tendenz wird so mit antienglischer verknüpft. Wellington wird als korrumpierter Lebemann dargestellt, ein feiger Plutokrat, der die Preußen im Stich lässt, als es gegen Napoleon geht. Weil der junge englische Leutnant George Crayton dies in England auf der Straße offen von sich gibt, wird er ins Gefängnis gesteckt. Letztlich wandert er aus. Der idealistische Patriot Crayton und seine Braut Phyllis Baring, die beide auch als unschuldige Opfer der Rothschilds dargestellt werden, sind im Film Identifikationsfiguren, die den Typus des neuen nationalsozialistischen Menschen verkörpern.

## Historischer Hintergrund
Der Film baut auf die schon seit dem frühen 19. Jahrhundert umlaufenden Verleumdungen über den Aufstieg des Hauses Rothschild auf. Die englische Bankfiliale des Hauses Rothschild war erst 1808 gegründet worden. Nathan Mayer Rothschild übernahm tatsächlich im Auftrag des britischen Zahlmeisters John Charles Herries ab 1814 die Versorgung der auf dem europäischen Festland befindlichen britischen Armee mit Goldmünzen. Die britische Regierung profitierte dabei vom europäischen Netzwerk der Rothschildfamilie und war mit den Leistungen des Hauses Rothschild sehr zufrieden.
Als am 1. März 1815 Napoleon von seinem Exil auf der Insel Elba nach Frankreich zurückkehrte und binnen kurzer Zeit eine gut ausgerüstete Armee mit 125.000 erfahrenen Soldaten aushob, begann das Haus Rothschild erneut, in ganz Europa auf eigenes Risiko große Mengen an Gold aufzukaufen, um diese J. C. Herries als Zahlungsmittel für Wellington zur Verfügung stellen zu können. Nathan Mayer Rothschild unterlief dabei die Fehleinschätzung, dass dieser Krieg wie bis dahin alle napoleonischen Kriege sehr lange dauern würde. Tatsächlich endete diesmal der Krieg sehr schnell. Am 18. Juni 1815 griff Napoleon die alliierte Armee von Wellington nahe dem belgischen Ort Waterloo an und unterlag in dieser Schlacht vernichtend. Angesichts der großen Goldmengen, die das Haus Rothschild zur Finanzierung der britischen Armee aufgekauft hatte, drohte dem Haus erheblicher finanzieller Schaden. Um diesen (sehr sicher absehbaren) Verlust zu verhindern, kaufte Nathan Rothschild britische Staatsanleihen auf. Er vermutete, dass mit dem Sieg der britischen Armee die britische Regierung die Zahl der emittierten Anleihen reduzieren und damit der Preis der Anleihen steigen würde. Nathan Rothschilds Vermutung erwies sich diesmal als zutreffend und als er im November 1817 die Wertpapiere verkaufte, waren sie um mehr als 40 Prozent im Preis gestiegen. Niall Ferguson schätzt, dass das Haus Rothschild mit diesem Geschäft einen Gewinn realisierte, der einem heutigen Gegenwert von etwas mehr als 600 Millionen britischen Pfund entspricht.
Das Finanzgebaren Nathan Rothschilds unterschied sich nicht von dem seiner Konkurrenten. Ungewöhnlich war die Größe der Transaktion und die lange Zeitdauer, über die Nathan Rothschild die Wertpapiere hielt. Sie schuf durch ihren hohen Gewinn die Basis für den großen Einfluss, den das Haus Rothschild über die nächsten Jahrzehnte in der europäischen Finanzwelt innehatte. Die Transaktion erregte unter fachkundigen Zeitgenossen sehr viel Bewunderung, führte aber unter weniger Fachkundigen zu allerlei Gerüchten. Zu diesen Gerüchten zählt beispielsweise, dass ab 1830 kolportiert wurde, Nathan Rothschild besäße einen wundersamen hebräischen Talisman, auf den sich sein Erfolg begründe.
Entgegen der einfachen Erkenntnis, dass eine (verhältnismäßig banale) richtige Einschätzung des Marktverhaltens zum frühen Erfolg des Hauses beigetragen hat, hielt sich sehr lange die Geschichte, Nathan Mayer Rothschild habe am englischen Börsenplatz gezielt das Gerücht einer Niederlage der britischen Armee gestreut.